# Galerie Arte
La galerie Arte est une galerie située à Dakar, Sénégal, fondée en 1996 par Joëlle le Bussy Fal et spécialisée dans la création de meubles et d'objets d'art africain contemporain. Elle possède une succursale à Saint-Louis du Sénégal depuis 2009.

## Historique
La galerie Arte a été fondée en 1996 par Joëlle le Bussy dans le quartier du Plateau à Dakar. Depuis 2009, la galerie possède une succursale à Saint-Louis du Sénégal, ville classée au patrimoine de l’humanité, dans laquelle elle anime notamment le festival d’art contemporain Le Fleuve en Couleurs,.
La galerie met en avant et expose beaucoup d'artistes africains et présente des meubles et objets en bois précieux du continent, tous dessinés par Joëlle le Bussy et créés dans ses ateliers dakarois par des ébénistes casamançais expérimentés. Elle expose également beaucoup d'artistes africains (peintres ou sculpteurs) et participe à la promotion d'objets artisanaux, de bijoux ou encore de tissus d’Afrique de l’Ouest. La galerie s’articule autour de trois départements : la promotion de l’art africain contemporain, la promotion de l’artisanat et le design,.

## Artistes représentés

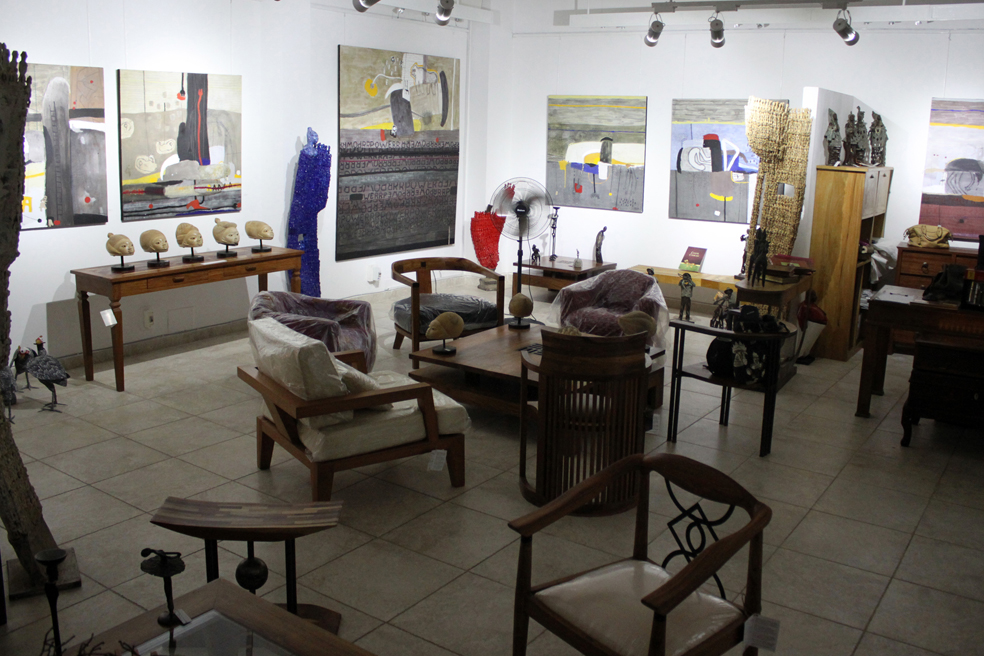
Intérieur de la galerie.

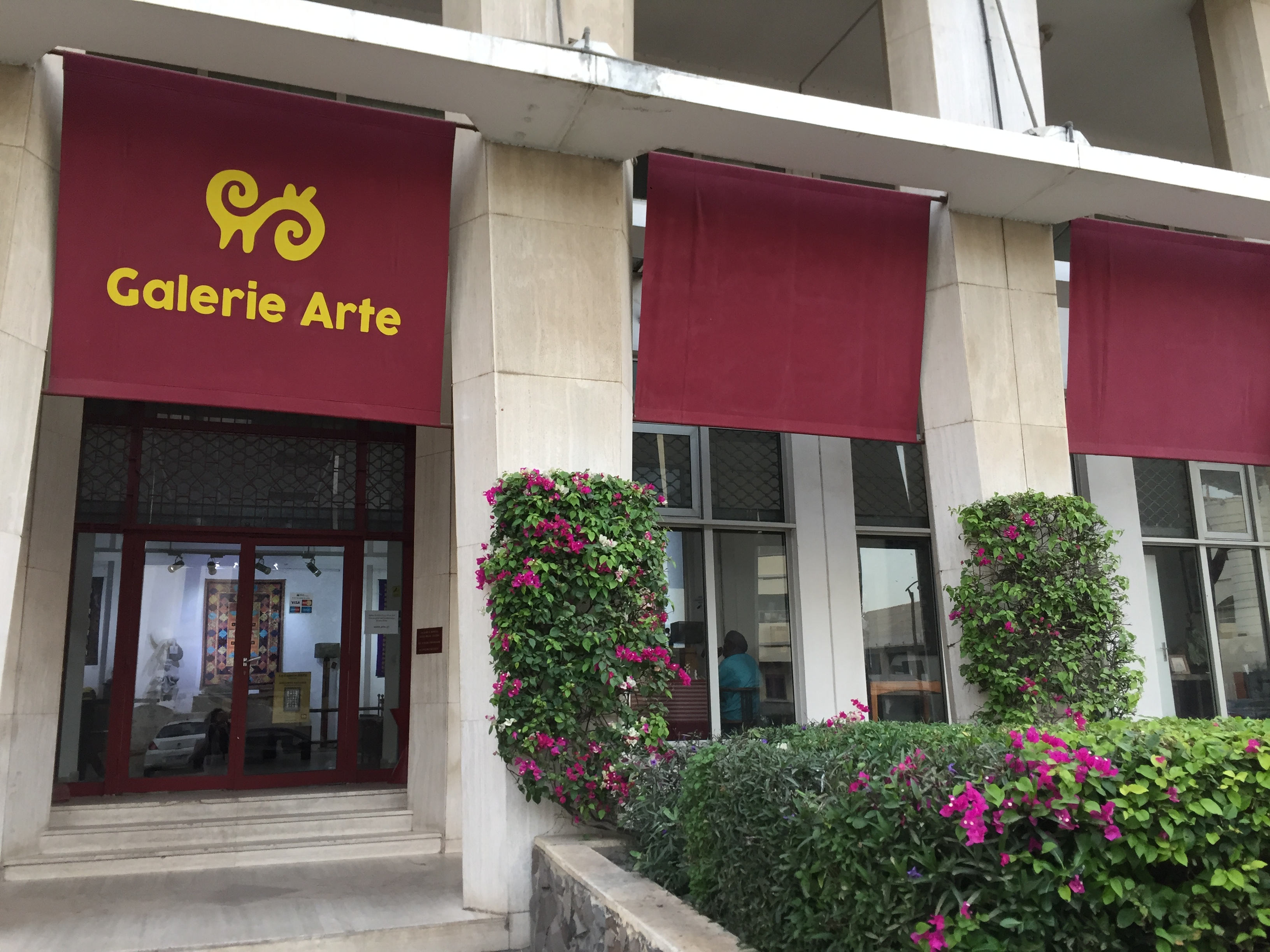
Façade extérieure de la galerie.

- Soly Cissé, peintre/sculpteur - Sénégal
- Moussa Ambiti, bijoutier - Niger
- Piniang, peintre - Sénégal
- Yves Gusella, peintre - France
- Cheikh Keita, peintre - Sénégal
- Souleymane Keita, peintre - Sénégal
- Chahab, peintre/sculpteur - Iran
- Dominique Zinkpè, peintre/sculpteur - Benin
- Viyé Diba, peintre - Sénégal
- Kifouli Dossou, sculpteur - Benin
- Fally Sene Sow, peintre - Sénégal
- Manel Ndoye, peintre - Sénégal
- Christophe Sawadogo, peintre - Burkina Faso
- Mamady Seydi, sculpteur - Sénégal
- Barkinado Bocoum, peintre - Sénégal
- Félicité Codjo, peintre - Sénégal
- Patrice Balma, sculpteur bronze - Burkina Faso
- Ibrahima Guiré, sculpteur bronze - Burkina Faso
- Hamidou Ouedraogo, sculpteur bronze - Burkina Faso
- Hyppolite Congo, sculpteur bronze - Burkina Faso
- Malobé Diop, sculpteur bronze - Sénégal
- Jacquie, bijoutier - Togo
- Djibril Diene, sous-verriste - Sénégal
- Alexis Ngom, sous-verriste - Sénégal
- Patricia Septier, vaisselle - France

## Logo

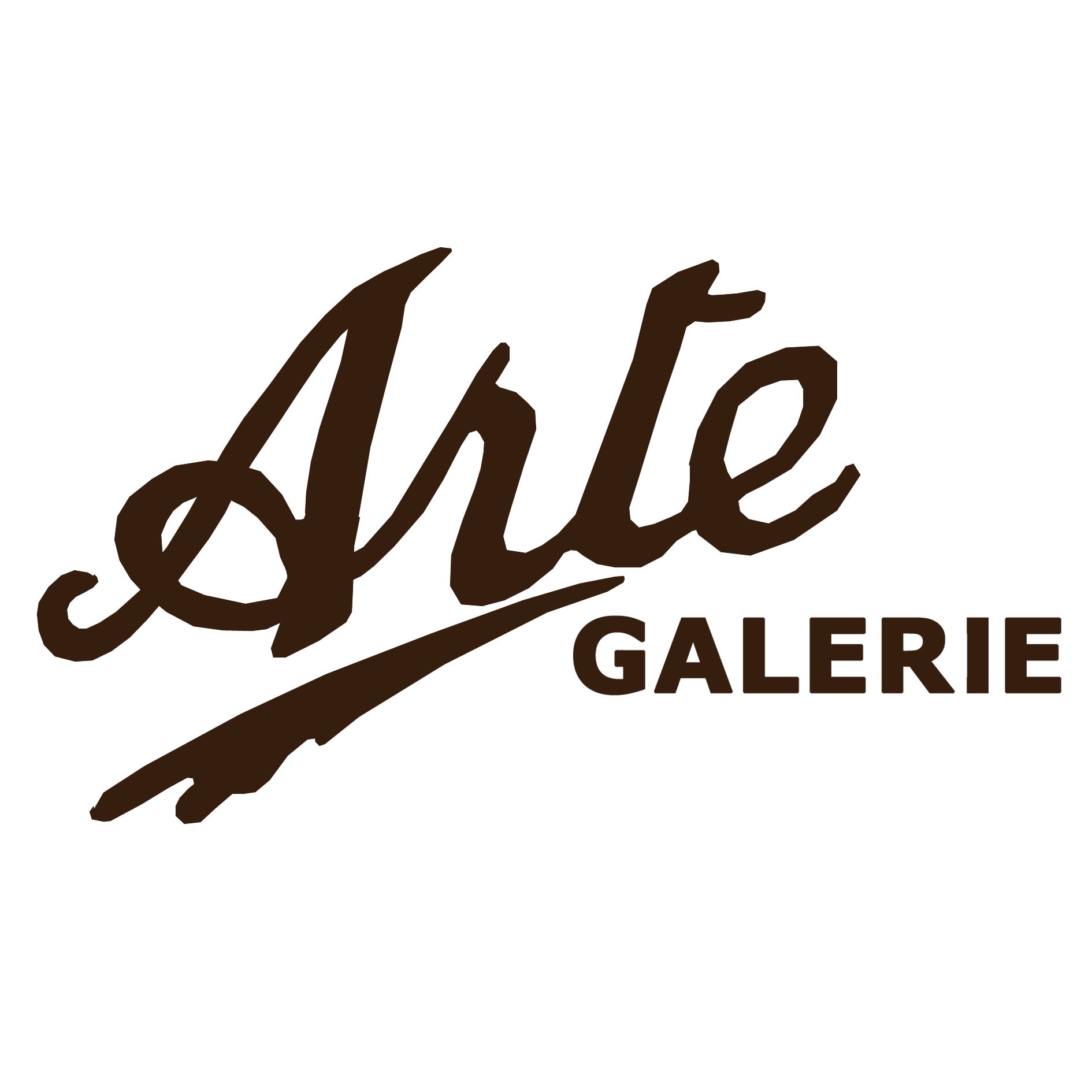
1996 à 2004.
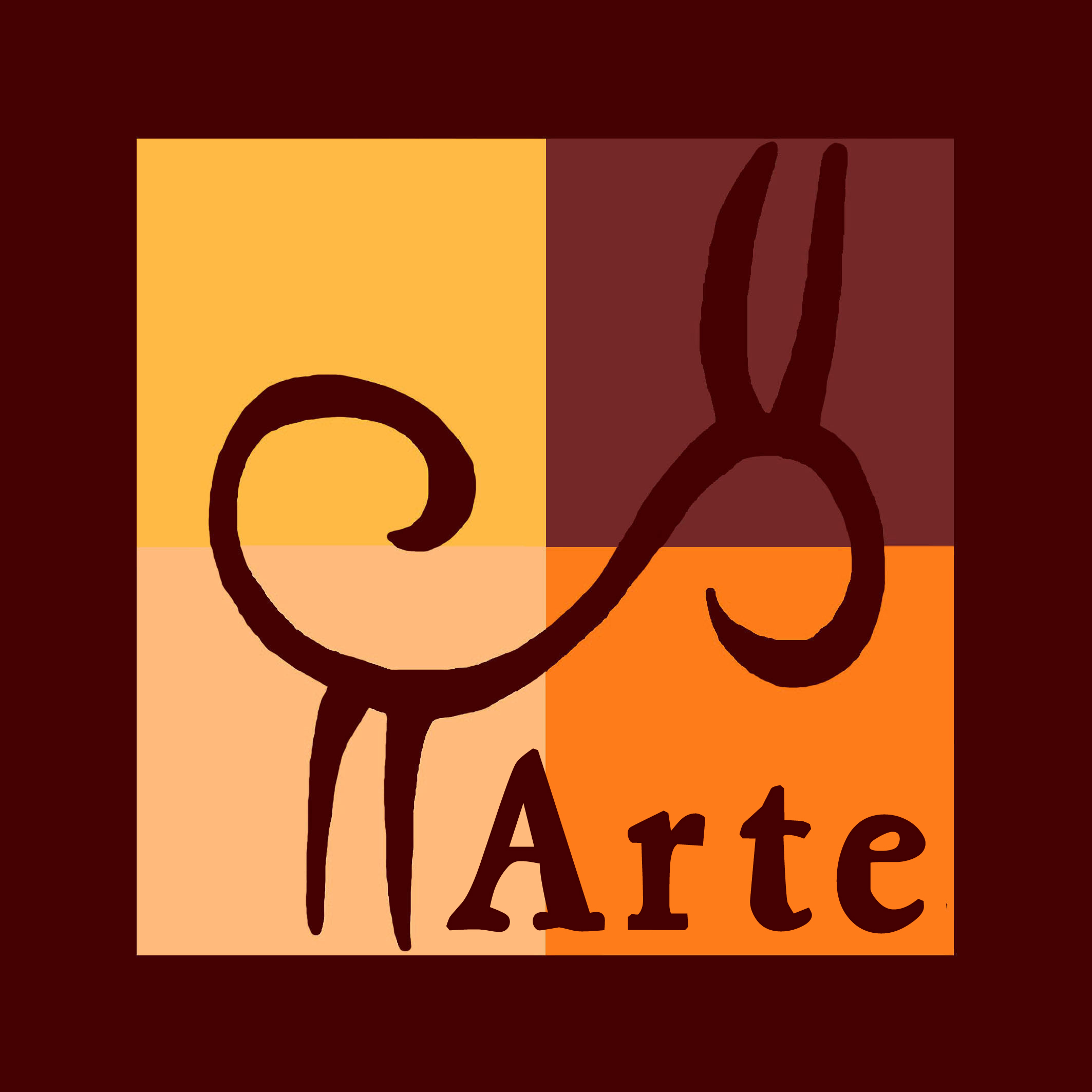
2004 à 2015.
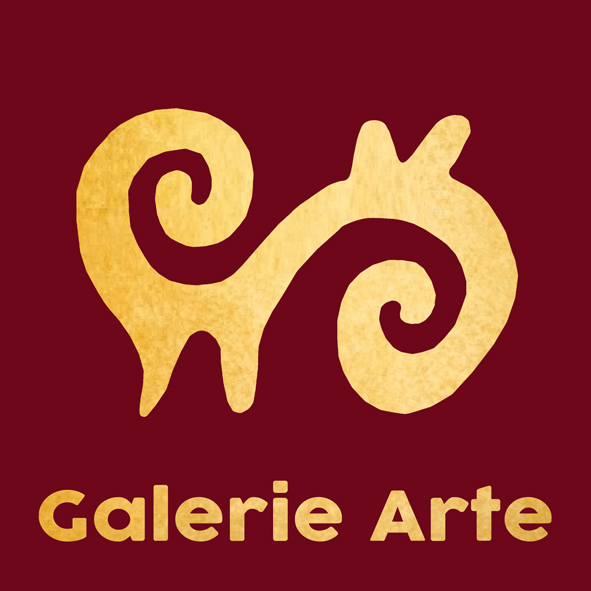
Depuis 2015.